# Верхние Чершилы (Сармановский район)
Верхние Чершилы (тат. Югары Чыршылы) — село в Сармановском районе Татарстана. Административный центр Верхне-Чершилинского сельского поселения.

## География
Находится на левом притоке реки Иганя, в 18 км к северо-западу от села Сарманово.

## История
Основано в 1730-х годах. В исторических документах упоминается также под названием Татарские Чершилы. До 1860-х годов жители относились к сословию государственных крестьян. Занимались земледелием, разведением скота, плотничным и валяльным промыслами. По сведениям 1859 года, здесь были мечеть, медресе, водяная мельница. В 1880-х годах земельный надел сельской общины составлял 1082,1 десятины. 
По сведениям переписи 1897 года, в деревне Верхние Чершилы Мензелинского уезда Уфимской губернии жили 731 человек (380 мужчин и 351 женщина), все мусульмане
До 1920 года село входило в Языковскую волость Мензелинского уезда Уфимской губернии. С 1920 года в составе Мензелинского, с 1922 — Челнинского кантонов ТАССР. С 10.07.1930 в Сармановском, с 10.02.1935 в Ворошиловском, с 29.11.1957 в Яна-Юлском, с 12.10.1959 в Сармановском районах.

## Население
| 1859 | 1897 | 1920 | 1926 | 1938 | 1949 | 1970 | 1979 | 1989 | 2000 |
| ---- | ---- | ---- | ---- | ---- | ---- | ---- | ---- | ---- | ---- |
| 506  | 731  | 910  | 712  | 552  | 387  | 307  | 264  | 180  | 200  |

Национальный состав села — татары.

## Экономика
Скотоводство. 

## Инфраструктура
Средняя школа, дом культуры, библиотека.

## Религия
Мечеть.